# Vrh Letovanićki
Vrh Letovanićki – wieś w Chorwacji, w żupanii sisacko-moslawińskiej, w gminie Lekenik. W 2011 roku liczyła 65 mieszkańców.